# Tuputupu Vaea
Tuputupu-‘o-Pulotu Vaea (voller Titel: The Honourable Baroness Tuputupu ‘o Pulotu Vaea of Houma, geb. Maafu-‘o-Tukuialahi geb. 14. Oktober 1928; gest. 29. Juli 2021) war eine tonganische Adlige und Mitglied der königlichen Familie. Vaea und ihr Ehemann, der ehemalige Premierminister von Tonga Baron Vaea (1921–2009), sind die Eltern der Königin von Tonga, Queen Nanasipauʻu und die Schwiegereltern des Königs von Tonga, Tupou VI.
Sie selbst war die Tochter von Siosaia Lausi‘i, dem 7. Ma‘afu-‘o-Tukui‘aulahi von Vaini und dessen Frau, ʻAnaukihesina Lamipeti.
Die Baronin hatte zusammen mit Baron Vaea sieben Kinder und eine adoptierte Tochter: Königin Nanasipauʻu Tukuʻaho, ʻAlipate Tuʻivanuavou Vaea, ʻAmelia Luoluafetuʻu Vaea, Luseane Luani (Dowager Lady Luani) und Cassandra Vaea (früher: Tuipelehake). Zwei Söhne, Moimoikimofuta Kaifahina Vaea, Ratu Edward Vaea, sind bereits verstorben.